# وليام كار لاين
وليام كار لين (بالإنجليزية: William Carr Lane)‏ كان طبيبا وأول عمدة لمدينة سانت لويس بولاية ميسوري (1 ديسمبر 1789 - 6 يناير 1863)، وترأس أعوام 1823-1829 و1837-1840. كما انه كان حاكم إقليم نيو مكسيكو 1852-1853.